# 箭盘山奇石园
箭盘山奇石园位于广西柳州市屏山大道中段北侧，是中国大陆最大的奇石专类园。
柳州产奇石众多，有“柳州奇石甲天下”之说。其主体建筑“八桂奇石馆”中常年展示奇石佳品1000余件，园内建有造景瀑布“激流勇进”、东侧卵石铺设水景、百年古榕。树中、岸边、路侧精心叠置了景石。经“天梯崖”可登上海拨160多米的箭盘山，山顶建有大型亭台。